# Pitzenberg
Pitzenberg osztrák község Felső-Ausztria Vöcklabrucki járásában. 2018 januárjában 524 lakosa volt.

## Elhelyezkedése

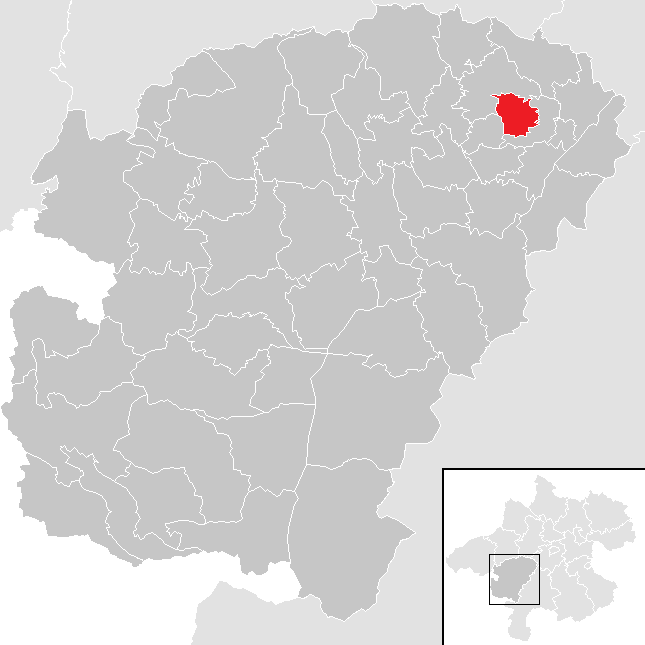
Pitzenberg a Vöcklabrucki járásban

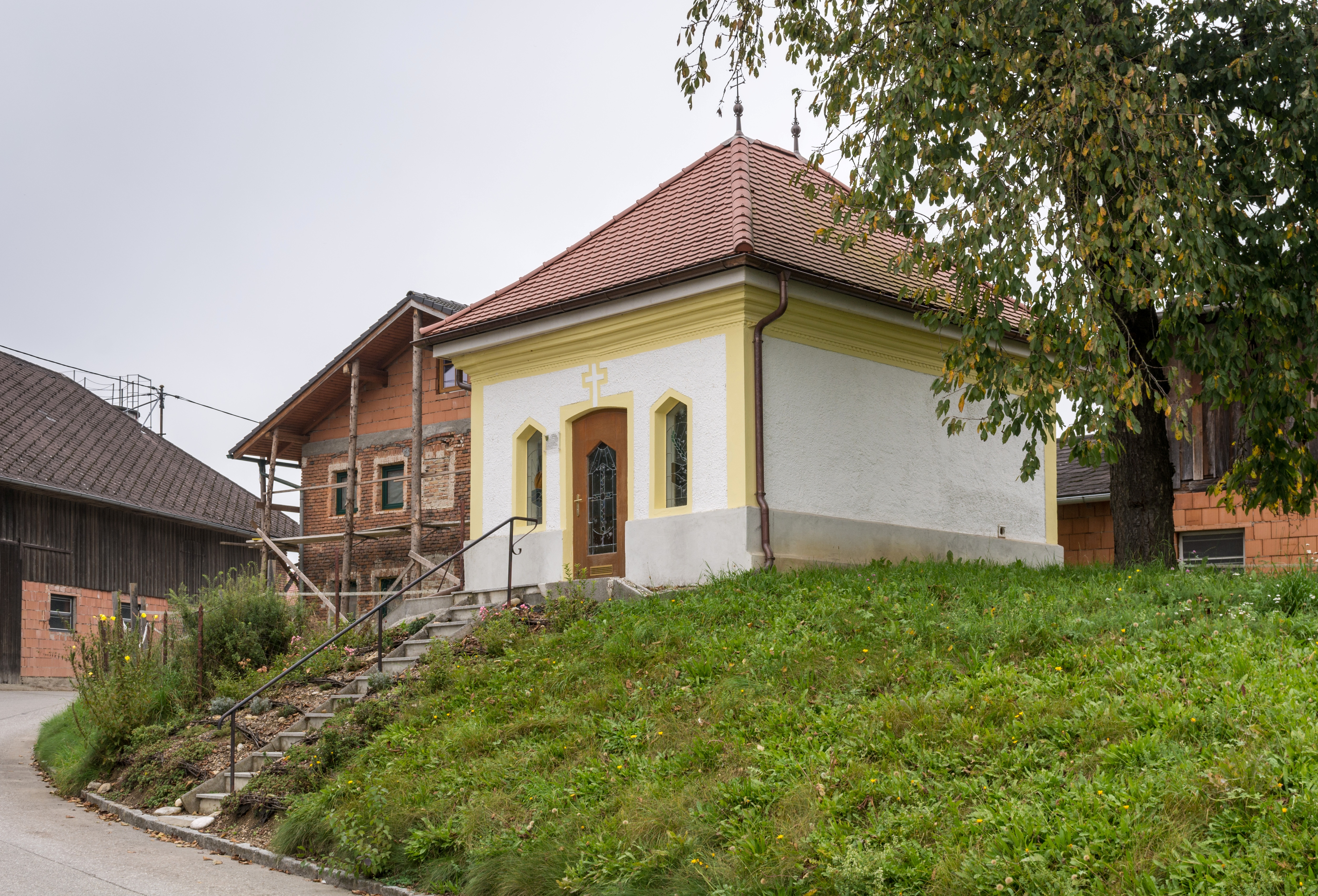
Pitzenberg kápolnája

Pitzenberg Felső-Ausztria Hausruckviertel régiójában fekszik a Weissbach folyó jobb partján. Területének 32,2%-a erdő, 62,7% áll mezőgazdasági művelés alatt. Az önkormányzat 5 falut és településrészt egyesít: Aich (76 lakos 2018-ban), Höck (153), Litzing (53), Pitzenberg (118) és Pitzenbergholz (124).
A környező önkormányzatok: délkeletre Rutzenham, délnyugatra Oberndorf bei Schwanenstadt, északnyugatra Atzbach. A község Oberndorf bei Schwanenstadttal, Pührettel és Rutzenhammal közös polgármesteri hivatalt tart fenn, amely Oberndorfban található. 

## Története
Pitzenberg területe eredetileg a Bajor Hercegség keleti határvidékén feküdt, a 12. században került át Ausztriához. Az Osztrák Hercegség 1490-es felosztásakor az Enns fölötti Ausztria része lett. 
A napóleoni háborúk során a falut több alkalommal megszállták.
A köztársaság 1918-as megalakulásakor Pitzenberget Felső-Ausztria tartományhoz sorolták. Miután Ausztria 1938-ban csatlakozott a Német Birodalomhoz, az Oberdonaui gau része lett; a második világháború után visszakerült Felső-Ausztriához.

## Lakosság
A pitzenbergi önkormányzat területén 2018 januárjában 524 fő élt. A lakosságszám 1961 óta gyarapodó tendenciát mutat. 2016-ban a helybeliek 98,2%-a volt osztrák állampolgár; a külföldiek közül 1% a régi (2004 előtti), 0,8% az új EU-tagállamokból érkezett. 2001-ben a lakosok 87,7%-a római katolikusnak, 7,7% evangélikusnak, 3,6% pedig felekezeten kívülinek vallotta magát. Ugyanekkor egy magyar élt a községben.

## Látnivalók
- a Wattmayr-kápolna 1911-ben épült
- az 1885-ös pitzenbergi kápolna

## Fordítás
- Ez a szócikk részben vagy egészben  a   Pitzenberg című német Wikipédia-szócikk ezen változatának fordításán alapul.  Az eredeti cikk szerkesztőit annak laptörténete sorolja fel. Ez a jelzés csupán a megfogalmazás eredetét és a szerzői jogokat jelzi, nem szolgál a cikkben szereplő információk forrásmegjelöléseként.